# Disease (canción de Beartooth)
«Disease » es una canción de la banda estadounidense de hardcore punk Beartooth, lanzado a través de Red Bull Records el 24 de julio de 2018 como el segundo sencillo de su tercer álbum de estudio Disease (2018). La canción alcanzó la posición número nueve en la lista de Mainstream Rock de los Estados Unidos.

## Antecedentes
Tras el lanzamiento de su segundo álbum de estudio Aggressive (2016), el grupo emprendió la gira The Aggressive Tour, que incluyó una etapa europea en diciembre de 2016. Sin embargo, mientras la banda estaba en Finlandia, el vocalista principal, Caleb Shomo, volvió a caer en una depresión y se vio envuelto en problemas de salud mental. En el momento más desesperado, se le ocurrió la idea de Disease: la importancia de reconocer al perro negro y afrontarlo de frente. Dos meses después, Shomo compuso la canción principal y comenzó a grabarla en BlackBird Studio en Franklin, Tennessee.

## Composición
"Disease" fue escrita por Caleb Shomo y Felipe Magrini, mientras que la producción estuvo a cargo de Shomo y Nick Raskulinecz. El bajista Oshie Bichar y el exguitarrista rítmico Kamron Bradbury aportaron producción adicional. La canción presenta las letras más oscuras del grupo hasta la fecha, donde Shomo se encuentra sumido en la desesperación, pero encuentra una salida en la introspección y la autorrealización.

## Video musical
El video musical de "Disease" se lanzó el 24 de julio de 2018 y fue dirigido por Drew Russ. El video se grabó en once horas y Shomo habló sobre el concepto con Alternative Press: "No diría que fue a última hora, pero pudimos terminarlo en unos cinco días. Creemos que Drew ha hecho nuestros mejores videos. Nos entiende de maravilla. No sé: [el video] no se trata tanto de tener una trama como de capturar una emoción. Hay mucha pintura, sangre, me estoy muriendo... se pone bastante oscuro".

## Posicionamiento en lista
| Lista (2018–19)                               | Posición |
| --------------------------------------------- | -------- |
| Estados Unidos (Hot Rock & Alternative Songs) | 35       |